# Copa Campeonato 1899
La Copa Campeonato 1899, organizzata dall'Argentine Association Football League, fu vinta dal Belgrano Athletic. Per la squadra, nelle cui file c'erano tre coppie di fratelli, fu il primo titolo.

## Classifica finale[1]
|    | Classifica finale   | Pti | G | V | N | P | GF | GS | DR |
| -- | ------------------- | --- | - | - | - | - | -- | -- | -- |
| 1. | Belgrano Athletic   | 11  | 6 | 5 | 1 | 0 | 10 | 2  | +8 |
| 2. | Lobos Athletic      | 9   | 6 | 4 | 1 | 1 | 4  | 2  | +2 |
| 3. | Lomas Athletic Club | 3   | 6 | 1 | 1 | 4 | 2  | 8  | -6 |
| 4. | Lanús Athletic      | 1   | 6 | 0 | 1 | 5 | 1  | 3  | -4 |

## Risultati
Tre delle dodici partite non vennero disputate perché una squadra non si presentò. In questi casi vennero assegnate delle vittorie agli avversari. Le nove gare disputate vennero diresse tutte dallo stesso arbitro: Barrington Syer.
| Lobos | Lomas | 2-0 |

| Lanus | Belgrano | 0-1 |

| Belgrano | Lomas | 4-1 |

| Lobos | Lanus | (vittoria assegnata al Lobos) |

| Lanus    | Lomas | 1-1 |
| Belgrano | Lobos | 2-1 |

| Lanus | Lobos | 0-1 |

| Belgrano | Lanus | 2-0 |

| Lomas | Belgrano | 0-1 |

| Lomas | Lanus | (vittoria assegnata al Lomas) |

| Lomas | Lobos | (vittoria assegnata al Lobos) |

| Lobos | Belgrano | 0-0 |

## Classifica marcatori[4]
| Gol |  |  | Giocatore    | Squadra  |
| --- |  |  | ------------ | -------- |
| 3   |  |  | Percy Hooton | Belgrano |